# Alfredalcockia
Alfredalcockia is een monotypisch geslacht van krabben uit de familie Epialtidae. De eerste wetenschappelijke naam voor dit geslacht werd in 2005 als Alcockia gepubliceerd door Zdravko Števčić. Die naam was echter al als Alcockia Goode & Bean, 1896 in gebruik voor een geslacht van vissen. In 2011 publiceerde Števčić daarom het nomen novum Alfredalcockia voor dit geslacht.

## Soort
- Alfredalcockia malabarica (Alcock, 1895)